# ویستولا ۱۶۶۸۹
سیارک ۱۶۶۸۹ (به انگلیسی: 16689 Vistula، نامگذاری:1994PZ26) شانزده هزار و ششصد و هشتاد و نهمین سیارک کشف شده‌است که در ۱۲ اوت ۱۹۹۴ کشف شد.
قدر مطلق سیارک برابر ۳۸.۹ است.